# 北海街道 (沈阳市)
北海街道，原是中华人民共和国辽宁省沈阳市大东区下辖的一个乡镇级行政单位。2019年11月30日，撤销北海街道，其辖区拆分给上园街道和津桥街道。

## 行政区划
北海街道下辖以下地区：
领域社区、四德社区和锦园社区。